# NGC 5757
NGC 5757 est une galaxie spirale barrée située dans la constellation de la Balance. Sa vitesse par rapport au fond diffus cosmologique est de 2 896 ± 17 km/s, ce qui correspond à une distance de Hubble de 42,7 ± 3,0 Mpc (∼139 millions d'al). NGC 5757 a été découverte par l'astronome germano-britannique William Herschel en 1787.

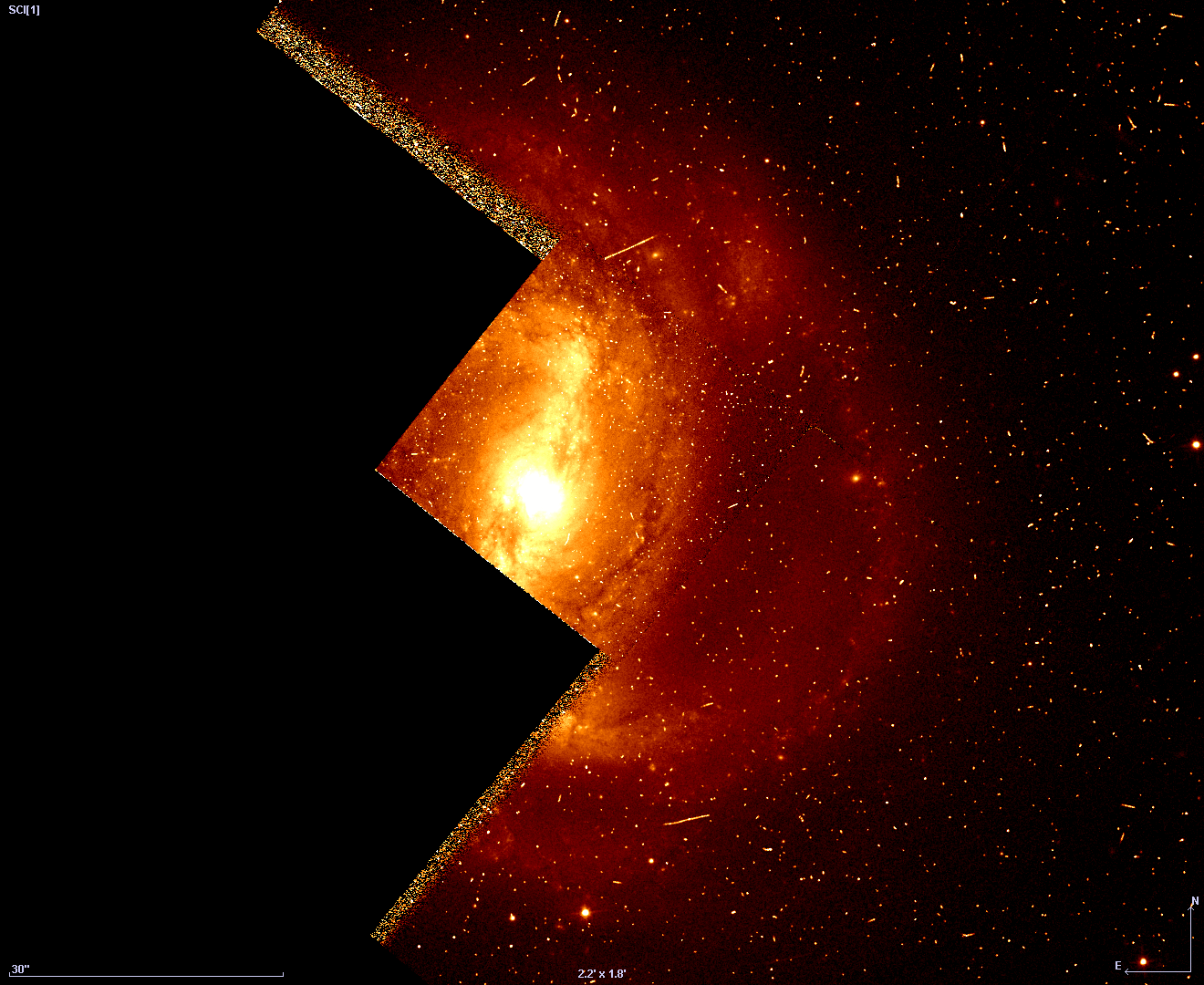
NGC 5757 par le télescope spatial Hubble.

La classe de luminosité de NGC 5757 est II et elle présente une large raie HI. Elle renferme également des régions d'hydrogène ionisé. La luminosité de NGC 5757 dans l'infrarouge lointain (de 40 à 400 µm)  est égale à 2,19 × 1010 {\displaystyle L_{\odot }} (1010,34{\displaystyle L_{\odot }}) et sa luminosité totale dans l'infrarouge (de 8 à 1 000 µm) est de 3,39 × 1010 {\displaystyle L_{\odot }} (1010,53{\displaystyle L_{\odot }}).
À ce jour, une mesure non basée sur le décalage vers le rouge (redshift) donne une distance d'environ 39,500 Mpc (∼129 millions d'al). Cette valeur est tout juste à l'extérieur des valeurs de la distance de Hubble. Notons cependant que c'est avec la valeur moyenne des mesures indépendantes, lorsqu'elles existent, que la base de données NASA/IPAC calcule le diamètre d'une galaxie et qu'en conséquence le diamètre de NGC 5757 pourrait être d'environ 41,3 kpc (∼135 000 al) si on utilisait la distance de Hubble pour le calculer. 
La base de données NASA/IPAC indique que NGC 5757 fait partie d'une paire de galaxies, probablement avec PGC 52846 située un peu plus au sud. C'est peut-être une paire physique, car la distance de Hubble de PGC 52846 est de 44,47 ± 3,19 Mpc (∼145 millions d'al), une distance similaire à celle de NGC 5757. De plus, on indique aussi que PGC 52846 fait partie d'une paire de galaxie en citant la même référence.

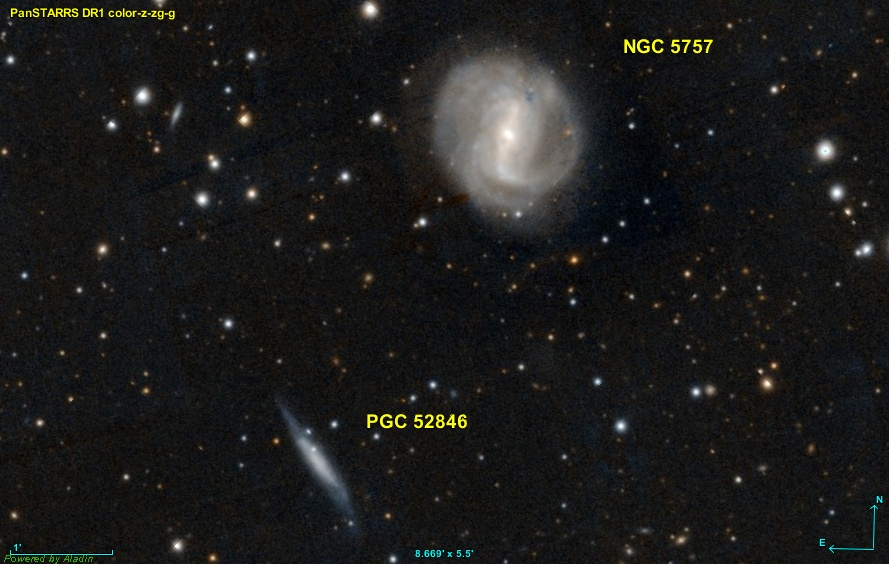
La paire de galaxies NGC 5757 et PGC 52846